# Jocelyne Villeton
Jocelyne Villeton (dekliški priimek Tranchant), francoska atletinja, * 17. september 1954, Vals-les-Bains, Francija.
Nastopila je na poletnih olimpijskih igrah leta 1988, ko je zasedla devetnajsto mesto v maratonu. Na svetovnih prvenstvih je osvojila bronasto medaljo v isti disciplini leta 1987. Trikrat je postala francoska državna prvakinja v teku na 10000 m.